# Barricade (film, 2007)
Pour les articles homonymes, voir Barricade (homonymie).
Barricade est un film germano-américain réalisé par Timo Rose, sorti en 2007.

## Synopsis
Lors d'une randonnée en pleine Forêt-Noire, un groupe d'amis est attaqué puis torturé par une famille de psychopathes.

## Fiche technique
- Titre : Barricade
- Réalisation : Timo Rose
- Scénario : Ted Geoghegan et Timo Rose
- Production : Ted Geoghegan, John Orth, Timo Rose et Joe Zaso
- Société de production : Cinema Image Productions
- Budget : 100 000 dollars (73 000 euros)
- Musique : Timo Rose
- Photographie : Mathias Jakubski et Timo Rose
- Montage : Timo Rose
- Direction artistique : Jason Beam
- Pays d'origine : Allemagne, États-Unis
- Format : Couleurs - 2,20:1 - Stéréo - 35 mm
- Genre : Horreur, thriller
- Durée : 96 minutes
- Dates de sortie : 9 février 2007 (États-Unis), 23 février 2007 (Canada), 15 mars 2007 (France)
- Film interdit aux moins de 18 ans lors de sa sortie en France

## Distribution
- Raine Brown : Nina
- Joe Zaso : Michael
- André Reissig : David
- Manoush : la mère
- Thomas Kercmar : Dermot
- Timo Rose : Marc
- Andreas Pape : Sean / l'abomination
- Sebastian Gutsche : Goliath
- Tanja Karius : Marcy
- Ellen Tanumihardja : Tamara
- Dirk Glücks : Andre

## Production

### Tournage
- Le tournage s'est déroulé du 14 août au 25 août 2006 à Langelsheim, en Allemagne.